# 新宿ピット・イン
新宿ピット・イン（しんじゅくピット・イン）は、日本のジャズ・クラブ。
1965年12月24日、自動車アクセサリーを販売する喫茶店としてオープン。その後、フロアにステージを作り、演奏機会に恵まれていなかったジャズ音楽家に場所を提供する。渡辺貞夫やエルヴィン・ジョーンズが活動の拠点にした。「昼の部」と「夜の部」の2部制をとっており、「昼の部」は若手演奏家の登竜門と位置づけられている。
1969年11月21日には、副島輝人、富樫雅彦、高柳昌行、高木元輝、沖至らが関わり、当時ピットインが入ってた建物の2階にあった中華料理店跡の倉庫を改装し、姉妹店ニュージャズホールが開業して、おもにフリー・ジャズの演奏がおこなわれた。また、これとは別に、当初は「ピットイン・ティールーム」、後に「サムライ」と改称した店舗もあり、一時は3店舗が展開されていた。
1992年に移転した。